# Catholicossat arménien d'Aghtamar
Le catholicossat arménien d'Aghtamar est un catholicossat de l'Église apostolique arménienne indépendant entre 1113 et la fin du XIXe siècle.
Quarante-huit catholicos se sont succédé sur le siège d'Aghtamar, de David Thornikian en 1113 à Khatchadour III Chiroian de 1864 à 1895.
Au moment de sa disparition, le territoire du catholicossat se limitait, outre l'île elle-même, aux districts de Gavache et de Chatakh dans le vilayet de Van et au district de Khizan dans le vilayet de Bitlis. Il n'y avait que deux diocèses : Aghtamar et Khizan, et moins de 100 000 fidèles.

## Patrimoine
- Sainte-Croix d'Aghtamar (église datant de la première moitié du Xe siècle).